# Charaxes hysginus
Charaxes hysginus is een vlinder uit de familie van de Nymphalidae. De wetenschappelijke naam van de soort is voor het eerst geldig gepubliceerd in 1978 door Philippe Darge.